# Sven Meyer (Fußballspieler, 1971)
Sven Meyer (* 10. Juli 1971) ist ein ehemaliger deutscher Fußballspieler.

## Laufbahn
Meyer spielte als Jugendlicher beim Verein TSV Eiche Warstade. Im Herrenbereich war der offensive Mittelfeldspieler Mitglied des TSV Wingst, in der Sommerpause 1990 wechselte er zum von Trainer Manfred Rabe betreuten Oberliga-Aufsteiger VfL Stade. In Stade empfahl sich Meyer für den Profibereich und ging im Vorfeld der Runde 1991/92 zum SC Fortuna Köln in die 2. Fußball-Bundesliga. Er stand für die Kölner im Laufe der Saison 1991/92 in sechs Zweitligapartien sowie in vier Spielen der Abstiegsrunde auf dem Platz.
Im Sommer 1992 wechselte Meyer zum Hamburger Verbandsligisten ASV Bergedorf 85, bei dem Manfred Rabe das Traineramt übernommen hatte. Er spielte später beim Barsbütteler SV, später bis 2003 bei Rasensport Elmshorn in der Oberliga und dann beim Buxtehuder SV in der Verbandsliga.